# Cantó de Bèucaire

El cantó de Bèucaire és un cantó francès del departament del Gard, a la regió d'Occitània. Està inclòs al districte de Nimes, té 5 municipis i el cap cantonal és Bèucaire.

## Municipis
- Bèucaire
- Bèlagarda
- Forcas
- Jonquièra de Sent Vincenç
- Valabrega